# Otto Rüdiger (Politiker)
Otto Rüdiger (* 23. September 1885 in Magdeburg; † 30. März 1976 in Goslar) war ein deutscher Politiker (SPD).

## Leben
Der in einem Waisenhaus aufgewachsene Metallarbeiter Rüdiger trat 1906 der SPD bei. 1919 wurde er Vorsitzender des Ortsvereins Wolfenbüttel. 1922 wurde er in die Stadtverordnetenversammlung gewählt. 1923 war er Leiter der Innenbehörde. Später arbeitete er als Geschäftsführer der AOK Wolfenbüttel. Am 12. September 1932 wurde er nach einem Umzug des Reichsbanners, bei dem ein Schuss gefallen war, von der NS-Regierung des Landes Braunschweig als stellvertretender Leiter der Stadtpolizeibehörde Wolfenbüttel abgelöst. Er übernahm zunächst die Leitung der AOK Harzburg und versuchte sich später als Einzelhändler.
Im August 1938 wurde er mit 60 anderen ehemaligen Kommunisten und Sozialdemokraten (darunter Otto Grotewohl) durch die Gestapo festgenommen und verbrachte mehrere Monate in Untersuchungshaft, kam aber ohne Prozess wieder frei. Ab dem 1. Mai 1939 arbeitete er als kaufmännischer Angestellter für die Spirituosenfirma seines politischen Gegners Curt Mast („Jägermeister“).
Nach dem Attentat vom 20. Juli 1944 wurde Rüdiger im Zuge der Aktion „Gewitter“ verhaftet und verbrachte Monate in den KZs Sachsenhausen und Ravensbrück. Sein Arbeitgeber Mast setzte sich für seine Befreiung ein, und er kam am 1. Dezember 1944 wieder frei, während 13 andere Braunschweiger Sozialdemokraten, darunter der ehemalige Ministerpräsident Heinrich Jasper, in Bergen-Belsen ermordet wurden oder die Lagerbedingungen nicht überlebten.
Nach Kriegsende übernahm Rüdiger wieder die Leitung der AOK Wolfenbüttel und wurde in die Stadtverordnetenversammlung gewählt, wo er der sozialdemokratisch-kommunistischen Einheitsfraktion vorstand. Am 12. Februar 1946 wurde er einstimmig zum Bürgermeister gewählt, nachdem der bisherige, von den Alliierten eingesetzte sozialdemokratische Bürgermeister Willy Mull das Amt des Stadtdirektors übernommen hatte. Von Februar bis November 1946 war er Mitglied des Ernannten Braunschweigischen Landtages.
Am 14. Dezember 1948 wurde turnusgemäß ein neuer Bürgermeister gewählt. Rüdiger wurde durch ein CDU-Mitglied abgelöst und lehnte das Amt des stellvertretenden Bürgermeisters ab. 1951 wurde er mit einer Stimme Mehrheit überraschend wieder zum Bürgermeister gewählt, legte das Amt jedoch 1952 nieder und zog sich aus der Kommunalpolitik zurück.
Im Ruhestand verfasste er eine sehr akribische Geschichte der SPD Wolfenbüttel.  
Rüdiger war vom 21. Februar bis zum 21. November 1946 Mitglied des ernannten Braunschweigischen Landtages.